# Гинеевка (станция)
Гине́евка (укр. Геніївка) — пассажирский остановочный пункт Изюмского направления Южной железной дороги в Харьковской области.
| Пассажирский остановочный пункт Гине́евка | Пассажирский остановочный пункт Гине́евка |
| Расположение                             | Расположение                             |
| ---------------------------------------- | ---------------------------------------- |
| Адрес                                    | село Черемушное                          |
| Координаты                               | 49°41′20″ с. ш. 36°25′21″ в. д.          |

Код ЕСР — 444229.
Находится в селе Черемушное между платформой Зидьки и остановочным пунктом Дом отдыха (остановочный пункт).
Пункт относится к Харьковской дирекции Южной железной дороги.
Расстояние до станции Харьков-Пассажирский — 35 км.
Остановочный пункт состоит из пассажирского павильона и ж.д. платформы.
Остановочный пункт Гине́евка и село Гинеевка (русское название = Гине́евка, укр. Геніївка) расположены на расстоянии 3,5 км друг от друга по прямой на противоположных берегах Северского Донца: станция на правом, село на левом берегу.